# Cuerpo lúteo
El cuerpo lúteo, también llamado cuerpo amarillo, es una estructura formada a partir del folículo de Graaf (este se transforma en cuerpo lúteo cuando el ovocito sale del folículo, inducido por un pico de la hormona luteinizante) y se considera la fase final del proceso de foliculogénesis. 
Aparece en el ovario después de la ovulación, durante la cual se generan una serie de hormonas femeninas, estrógenos y progesterona, aunque tras la ovulación la hormona que más prevalece es la progesterona, la cual favorece la gestación.
En caso de embarazo, el cuerpo lúteo crece hasta el comienzo del tercer mes de gestación, mantiene su función de producción hormonal y posteriormente va desapareciendo lentamente. 
Si el óvulo no es fecundado, y por tanto no es rescatado por la hormona coriónica embrionaria (HCG), el cuerpo lúteo desaparece en unos 10 o 12 días y la consiguiente disminución de la producción hormonal desencadena la menstruación. 
La insuficiencia de cuerpo lúteo, una patología que provoca un descenso de la concentración de progesterona en el plasma sanguíneo, es una de las principales causas de la Infertilidad femenina.

## Cuerpo lúteo con fecundación del óvulo
En caso de fecundación, el cuerpo lúteo crece y secreta progesterona durante los primeros meses de embarazo en humanos. Con esto, la mucosa uterina permite desarrollar el embrión para que, después, la placenta secrete la hormona del embarazo.

## Cuerpo lúteo sin fecundación
Si no hay fecundación, tarda dos semanas antes de descomponerse. En vista de la falta de progesterona, se genera el sangrado menstrual de cada ciclo (que culmina con la creación de un nuevo cuerpo lúteo). Este proceso es el que genera los síntomas premenstruales.  Finalmente este cuerpo lúteo se degenerará en un cuerpo albicans.